# Westhimalayische Sprachen
Die westhimalayischen Sprachen (kurz Westhimalayisch) bilden eine Untergruppe der tibetobirmanischen Sprachen, eines Primärzweiges des Sinotibetischen. Die 14 westhimalayischen Sprachen werden von etwa 110.000 Menschen im westlichen Himalayagebiet, vor allem in Nord-Indien in Bezirken Kumaon-Garhwal, Lahul, Kulu und Kinnaur und im angrenzenden West-Tibet gesprochen. Die bedeutendste Einzelsprache ist Kinnauri (Kinauri) mit 50.000 Sprechern.

## Klassifikation: Untereinheiten und Einzelsprachen
- Sinotibetisch
  - Tibetobirmanisch
    - Westhimalayisch
      - Kumaon-Garhwal
        - Byangsi-Chaudangsi (3 Tsd. Sprecher)
        - Darma (Darmiya) (2 Tsd.)
        - Rongpo (12 Tsd.)
        - Rangkas †

      - Lahul
        - Tinan (20 Tsd.)   Dialekte: Tinan, Rangloi, Gondla
        - Bunan (Gahri) (4 Tsd.)
        - Manchad (Manchati, Chamba Lahuli, Pattani) (15 Tsd.)

      - Kulu
        - Kanashi (Malani) (1 Tsd.)

      - Kinnar
        - Kinnauri (Kinauri) (50 Tsd.)
        - Chitkuli (1 Tsd.)
        - Tukpa (Nesang) (700)
        - Thebörskad (Tebor, Shumcho, Sumtsu, Jangiam) (2 Tsd.)
        - Sungnam (500)

      - Zhangzhung
        - Zhangzhung †   Ritualsprache der Bön-Religion

Die Klassifikation und die Sprecherzahlen beruhen auf dem unten angegebenen Weblink.